# Tournoi de Toulon 2013
 (avril 2025).
Navigation
Édition précédente Édition suivante
Le tournoi de Toulon 2013 est la quarantième édition du tournoi de Toulon qui a lieu à Toulon et dans le reste du sud-est de la France, du 28 mai 2013 au 8 juin 2013. Il est remporté par le Brésil.

## Préparation de l'évènement

### Villes et stades retenus
| Ville         | Stade               | Capacité | Matches |
| Avignon       | Parc des Sports     | 17 518   | 4       |
| Hyères        | Stade Perruc        | 1 410    | 2       |
| Nice          | Stade du Ray        | 18 696   | 4       |
| Nîmes         | Stade des Costières | 18 482   | 4       |
| Saint-Raphaël | Stade Louis Hon     | 3 000    | 4       |
| Toulon        | Stade Léo-Lagrange  | 2 800    | 4       |

## Acteurs du tournoi

### Équipes qualifiées
Dix équipes participent à la compétition. La France est qualifiée d'office en tant que pays organisateur. Les neuf autres équipes présentes au tournoi de Toulon se qualifient en passant par une phase qualificative préliminaire. L'équipe championne l'an dernier est qualifiée d'office pour la phase finale.
Les dix sélections présentes au tournoi de Toulon 2013 sont les suivantes :
- France
- Belgique
- Brésil
- Colombie
- RD Congo
- Mexique
- Nigeria
- Portugal
- Corée du Sud
- États-Unis

## Déroulement de la phase finale

### Premier tour

#### Groupe A
| Rang | Équipe       | Pts | J | G | N | P | Bp | Bc | Diff |
| ---- | ------------ | --- | - | - | - | - | -- | -- | ---- |
| 1    | Colombie     | 12  | 4 | 4 | 0 | 0 | 7  | 2  | +5   |
| 2    | France       | 7   | 4 | 2 | 1 | 1 | 6  | 4  | +2   |
| 3    | Corée du Sud | 7   | 4 | 2 | 1 | 1 | 3  | 2  | +1   |
| 4    | États-Unis   | 3   | 4 | 1 | 0 | 3 | 3  | 7  | -4   |
| 5    | RD Congo     | 0   | 4 | 0 | 0 | 4 | 1  | 5  | -4   |

     Équipe qualifiée pour la finale
      Équipe qualifiée pour le match pour la troisième place
| 28 mai 2013 | Colombie  | 1 – 0 | Corée du Sud | Stade Léo-Lagrange, Toulon               |                                          |
| 17:30       | Borja 63e |       |              | Arbitrage : Murad Alza Wahreh (Jordanie) | Arbitrage : Murad Alza Wahreh (Jordanie) |
| 17:30       | Rapport   |       |              | Arbitrage : Murad Alza Wahreh (Jordanie) | Arbitrage : Murad Alza Wahreh (Jordanie) |

| 28 mai 2013 | France                                               | 4 – 1 | États-Unis | Stade Léo-Lagrange, Toulon               |                                          |
| 19:30       | Coeff 39e · Imbula 40e · Bahoken 77e · Ghezzal 80+3e |       | Joya 72e   | Arbitrage : Artur Soares Dias (Portugal) | Arbitrage : Artur Soares Dias (Portugal) |
| 19:30       | Rapport                                              |       |            | Arbitrage : Artur Soares Dias (Portugal) | Arbitrage : Artur Soares Dias (Portugal) |

| 30 mai 2013 | Colombie                  | 2 – 1 | États-Unis | Stade des Costières, Nîmes                |                                           |
| 17:30       | Vergara 44e · Mendoza 43e |       | Garcia 7e  | Arbitrage : Jérôme Efong Nzolo (Belgique) | Arbitrage : Jérôme Efong Nzolo (Belgique) |
| 17:30       | Rapport                   |       |            | Arbitrage : Jérôme Efong Nzolo (Belgique) | Arbitrage : Jérôme Efong Nzolo (Belgique) |

| 30 mai 2013 | RD Congo | 0 – 1 | France     | Stade des Costières, Nîmes                    |                                               |
| 20:00       |          |       | Jeannot 6e | Arbitrage : Miguel Flores Rodriguez (Mexique) | Arbitrage : Miguel Flores Rodriguez (Mexique) |
| 20:00       | Rapport  |       |            | Arbitrage : Miguel Flores Rodriguez (Mexique) | Arbitrage : Miguel Flores Rodriguez (Mexique) |

| 1er juin 2013 | RD Congo | 0 – 1 | États-Unis | Stade du Ray, Nice                       |                                          |
| 15:30         |          |       | Cuevas 75e | Arbitrage : Artur Soares Dias (Portugal) | Arbitrage : Artur Soares Dias (Portugal) |
| 15:30         | Rapport  |       |            | Arbitrage : Artur Soares Dias (Portugal) | Arbitrage : Artur Soares Dias (Portugal) |

| 1er juin 2013 | France  | 0 – 0 | Corée du Sud | Stade du Ray, Nice                        |                                           |
| 17:30         |         |       |              | Arbitrage : Jérôme Efong Nzolo (Belgique) | Arbitrage : Jérôme Efong Nzolo (Belgique) |
| 17:30         | Rapport |       |              | Arbitrage : Jérôme Efong Nzolo (Belgique) | Arbitrage : Jérôme Efong Nzolo (Belgique) |

| 3 juin 2013 | RD Congo    | 1 – 2 | Corée du Sud                         | Parc des Sports, Avignon                      |                                               |
| 17:30       | Manzala 39e |       | Jo Suk-jae 34e · Kang Yoon-goo 80+1e | Arbitrage : Miguel Flores Rodriguez (Mexique) | Arbitrage : Miguel Flores Rodriguez (Mexique) |
| 17:30       | Rapport     |       |                                      | Arbitrage : Miguel Flores Rodriguez (Mexique) | Arbitrage : Miguel Flores Rodriguez (Mexique) |

| 3 juin 2013 | France   | 1 – 3 | Colombie                                     | Parc des Sports, Avignon                 |                                          |
| 19:30       | Ntep 36e |       | Vergara 52e · Palomeque 56e · Rentería 80+2e | Arbitrage : Murad Alza Wahreh (Jordanie) | Arbitrage : Murad Alza Wahreh (Jordanie) |
| 19:30       | Rapport  |       |                                              | Arbitrage : Murad Alza Wahreh (Jordanie) | Arbitrage : Murad Alza Wahreh (Jordanie) |

| 5 juin 2013 | Corée du Sud     | 1 – 0 | États-Unis | Stade Louis Hon, Saint-Raphaël            |                                           |
| 17:30       | Han Sung-gyu 62e |       |            | Arbitrage : Jérôme Efong Nzolo (Belgique) | Arbitrage : Jérôme Efong Nzolo (Belgique) |
| 17:30       | Rapport          |       |            | Arbitrage : Jérôme Efong Nzolo (Belgique) | Arbitrage : Jérôme Efong Nzolo (Belgique) |

| 5 juin 2013 | Colombie         | 1 – 0 | RD Congo | Stade Louis Hon, Saint-Raphaël                |                                               |
| 19:30       | Borja 33e (pen.) |       |          | Arbitrage : Miguel Flores Rodriguez (Mexique) | Arbitrage : Miguel Flores Rodriguez (Mexique) |
| 19:30       | Rapport          |       |          | Arbitrage : Miguel Flores Rodriguez (Mexique) | Arbitrage : Miguel Flores Rodriguez (Mexique) |

#### Groupe B
| Rang | Équipe   | Pts | J | G | N | P | Bp | Bc | Diff |
| ---- | -------- | --- | - | - | - | - | -- | -- | ---- |
| 1    | Brésil   | 10  | 4 | 3 | 1 | 0 | 6  | 2  | +4   |
| 2    | Portugal | 7   | 4 | 2 | 1 | 1 | 7  | 6  | +1   |
| 3    | Mexique  | 5   | 4 | 1 | 2 | 1 | 6  | 5  | +1   |
| 4    | Nigeria  | 2   | 4 | 0 | 2 | 2 | 3  | 6  | -3   |
| 5    | Belgique | 2   | 4 | 0 | 2 | 2 | 3  | 6  | -3   |

     Équipe qualifiée pour la finale
      Équipe qualifiée pour le match pour la troisième place
| 29 mai 2013 | Mexique                  | 2 – 0 | Nigeria | Stade Perruc, Hyères                    |                                         |
| 17:30       | Morales 27e · Abella 73e |       |         | Arbitrage : Sánchez González (Colombie) | Arbitrage : Sánchez González (Colombie) |
| 17:30       | Rapport                  |       |         | Arbitrage : Sánchez González (Colombie) | Arbitrage : Sánchez González (Colombie) |

| 29 mai 2013 | Belgique     | 1 – 2 | Brésil                                | Stade Perruc, Hyères                 |                                      |
| 19:30       | Vetokele 13e |       | Yuri Mamute 45e · Vinícius Araújo 53e | Arbitrage : Kevin Terry (États-Unis) | Arbitrage : Kevin Terry (États-Unis) |
| 19:30       | Rapport      |       |                                       | Arbitrage : Kevin Terry (États-Unis) | Arbitrage : Kevin Terry (États-Unis) |

| 31 mai 2013 | Belgique | 0 – 2 | Portugal                 | Stade des Costières, Nîmes              |                                         |
| 17:30       |          |       | Tó Zé 40+1e · Esgaio 62e | Arbitrage : Sánchez González (Colombie) | Arbitrage : Sánchez González (Colombie) |
| 17:30       | Rapport  |       |                          | Arbitrage : Sánchez González (Colombie) | Arbitrage : Sánchez González (Colombie) |

| 31 mai 2013 | Brésil              | 1 – 0 | Mexique | Stade des Costières, Nîmes              |                                         |
| 19:30       | Vinícius Araújo 36e |       |         | Arbitrage : Nikolay Yordanov (Bulgarie) | Arbitrage : Nikolay Yordanov (Bulgarie) |
| 19:30       | Rapport             |       |         | Arbitrage : Nikolay Yordanov (Bulgarie) | Arbitrage : Nikolay Yordanov (Bulgarie) |

| 2 juin 2013 | Belgique          | 1 – 1 | Nigeria  | Parc des Sports, Avignon                |                                         |
| 17:30       | M'Poku 23e (pen.) |       | Gero 44e | Arbitrage : Sánchez González (Colombie) | Arbitrage : Sánchez González (Colombie) |
| 17:30       | Rapport           |       |          | Arbitrage : Sánchez González (Colombie) | Arbitrage : Sánchez González (Colombie) |

| 2 juin 2013 | Brésil                       | 2 – 0 | Portugal | Parc des Sports, Avignon                |                                         |
| 19:30       | Yuri Mamute 10e · Danilo 11e |       |          | Arbitrage : Nikolay Yordanov (Bulgarie) | Arbitrage : Nikolay Yordanov (Bulgarie) |
| 19:30       | Rapport                      |       |          | Arbitrage : Nikolay Yordanov (Bulgarie) | Arbitrage : Nikolay Yordanov (Bulgarie) |

| 4 juin 2013 | Mexique                      | 3 – 3 | Portugal                       | Stade Louis Hon, Saint-Raphaël          |                                         |
| 17:00       | Bueno 1re · Abella 50e 80+1e |       | Aladje 34e 53e · Cavaleiro 72e | Arbitrage : Nikolay Yordanov (Bulgarie) | Arbitrage : Nikolay Yordanov (Bulgarie) |
| 17:00       | Rapport                      |       |                                | Arbitrage : Nikolay Yordanov (Bulgarie) | Arbitrage : Nikolay Yordanov (Bulgarie) |

| 4 juin 2013 | Brésil        | 1 – 1 | Nigeria  | Stade Louis Hon, Saint-Raphaël       |                                      |
| 19:00       | Erik Lima 40e |       | Gero 53e | Arbitrage : Kevin Terry (États-Unis) | Arbitrage : Kevin Terry (États-Unis) |
| 19:00       | Rapport       |       |          | Arbitrage : Kevin Terry (États-Unis) | Arbitrage : Kevin Terry (États-Unis) |

| 6 juin 2013 | Nigeria   | 1 – 2 | Portugal                       | Stade Léo-Lagrange, Toulon               |                                          |
| 17:00       | Ejike 79e |       | Alves 56e (pen.) · Pereira 69e | Arbitrage : Murad Alza Wahreh (Jordanie) | Arbitrage : Murad Alza Wahreh (Jordanie) |
| 17:00       | Rapport   |       |                                | Arbitrage : Murad Alza Wahreh (Jordanie) | Arbitrage : Murad Alza Wahreh (Jordanie) |

| 6 juin 2013 | Belgique      | 1 – 1 | Mexique      | Stade Léo-Lagrange, Toulon           |                                      |
| 19:00       | Bakkali 80+3e |       | Zamorano 31e | Arbitrage : Kevin Terry (États-Unis) | Arbitrage : Kevin Terry (États-Unis) |
| 19:00       | Rapport       |       |              | Arbitrage : Kevin Terry (États-Unis) | Arbitrage : Kevin Terry (États-Unis) |

### Tableau final

#### Match pour la troisième place
| 8 juin 2013 | France                     | 2 - 1 | Portugal   | Stade du Ray, Nice                      |                                         |
| 15:30       | Ntep 12e (pen.) · Vena 33e |       | Aladje 41e | Arbitrage : Sánchez González (Colombie) | Arbitrage : Sánchez González (Colombie) |
| 15:30       | Rapport                    |       |            | Arbitrage : Sánchez González (Colombie) | Arbitrage : Sánchez González (Colombie) |

#### Finale
| 8 juin 2013 | Colombie | 0 – 1 | Brésil             | Stade du Ray, Nice                       |                                          |
| 17:30       |          |       | Vinícius Araújo 3e | Arbitrage : Artur Soares Dias (Portugal) | Arbitrage : Artur Soares Dias (Portugal) |
| 17:30       | Rapport  |       |                    | Arbitrage : Artur Soares Dias (Portugal) | Arbitrage : Artur Soares Dias (Portugal) |

### Classement final
| Rang               | Pays         | J | V | N | D | Bp | Bc | Diff |
| ------------------ | ------------ | - | - | - | - | -- | -- | ---- |
| Médaille d'or      | Brésil       | 5 | 4 | 1 | 0 | 7  | 2  | +5   |
| Médaille d'argent  | Colombie     | 5 | 4 | 0 | 1 | 7  | 3  | +4   |
| Médaille de bronze | France       | 5 | 3 | 1 | 1 | 8  | 5  | +3   |
| 4.                 | Portugal     | 5 | 2 | 1 | 2 | 8  | 8  | 0    |
| 5.                 | Corée du Sud | 4 | 2 | 1 | 1 | 3  | 2  | +1   |
| 6.                 | Mexique      | 4 | 1 | 2 | 1 | 6  | 5  | +1   |
| 7.                 | États-Unis   | 4 | 1 | 0 | 3 | 3  | 7  | -4   |
| 8.                 | Nigeria      | 4 | 0 | 2 | 2 | 3  | 6  | -3   |
| 9.                 | Belgique     | 4 | 0 | 2 | 2 | 3  | 6  | -3   |
| 10.                | RD Congo     | 4 | 0 | 0 | 4 | 1  | 5  | -4   |

### Statistiques individuelles

#### Buteurs
3 buts
| - Vinícius Araújo | - José Abella | - Aladje |

2 buts
| - Yuri Mamute - Jherson Vergara | - Miguel Borja - Paul-Georges Ntep | - Alhaji Gero |

1 goal
| - Zakaria Bakkali - Paul-José M'Poku - Igor Vetokele - Danilo - Erik Lima - Felipe Aguilar - Cristian Palomeque - Andrés Rentería - Harrison Manzala - Stéphane Bahoken | - Alexandre Coeff - Rachid Ghezzal - Gilbert Imbula - Benjamin Jeannot - Gaël Vena - Jo Suk-jae - Han Sung-gyu - Kang Yoon-goo - Marco Bueno - Julio Morales | - Armando Zamorano - Bright Ejike - Ricardo Alves - Ivan Cavaleiro - Ricardo Esgaio - Ricardo Pereira - Tó Zé - Daniel Cuevas - Daniel Garcia - Benji Joya |